# Euroopera

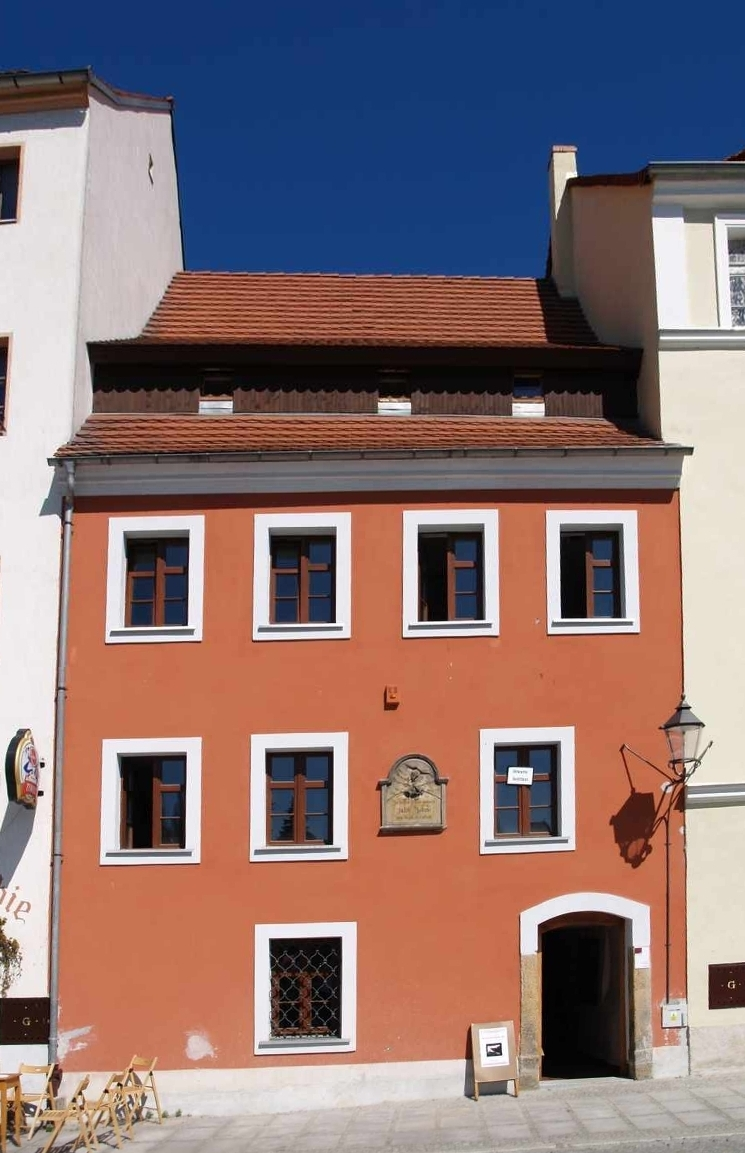
Dom Jakuba Böhmego przy ulicy Daszyńskiego 12

Polskie Stowarzyszenie Euroopera – organizacja pozarządowa działająca od października 1994 r. w Zgorzelcu.
Powstanie stowarzyszenia jest efektem pomysłu prof. Wolfa-Dietera Ludwiga dyrektora Teatru Muzycznego w Görlitz. Chciał on stworzyć filharmonię łączącą polski Zgorzelec z niemieckim Görlitz. Budynek byłby jednocześnie mostem pomiędzy miastami podzielonymi rzeką Nysą Łużycką i granicą ustaloną po drugiej wojnie światowej na tej właśnie rzece. Projektu ze względów formalnych nie zrealizowano. Obecnie siedzibą stowarzyszenia jest Dom Jakuba Böhme położony na Przedmieściu Nyskim (ul. Daszyńskiego 12).
Pojawił się za to nieco zmodyfikowany pomysł utworzenia centrum kulturalnego na polskiej stronie "Europamiasta". Jego podstawę miał tworzyć dom Jakuba Boehmego, wielkiego mistyka. Jednym z głównych celów centrum było uratowanie zgorzeleckiej starówki przed dewastacją.
Stworzono po obu stronach Nysy grupy robocze, które od 1994 roku zajęły się opracowywaniem projektu. Ostatecznie pomysł znowu nie został zrealizowany, ale dzięki niemu powstała grupa osób, która tchnęła w zniszczoną starówkę życie.
Od swojego powstania Polskie Stowarzyszenie Euroopera zrealizowało:
- Odremontowanie i oddanie do użytku Domu Jakuba Böhmego
- Utworzenie izby poświęconej Jakubowi Böhme
- Utworzenie płaskorzeźby WAZE, na młynie czterokołowym w Zgorzelcu
- Odtworzenie Słupa Dystansowego Poczty Polsko-Saskiej
- Inne działania związane z rewitalizacją Przedmieścia Nyskiego, odbudowy Mostu Staromiejskiego i powstania Muzeum Łużyckiego
- Działalność wydawnicza (Szkice górnołużyckie, Aurora, Okólniki Teozoficzne)
- Organizowanie licznych wystaw, ich wernisaży, wykładów, spotkań itd.

Stowarzyszenie podejmowało wiele innych inicjatyw zmierzających do propagowania kultury, nauki, zdrowego stylu życia w Zgorzelcu i okolicach.